# Sidi Lyamani
Sidi Lyamani (en arabe : سيدي اليماني) est une ville du Maroc. Elle est située dans la région de Tanger-Tétouan-Al Hoceïma.